# Patricia Kaas
Patricia Kaas (ur. 5 grudnia 1966 w Forbach) – francuska piosenkarka i autorka tekstów, okazjonalnie aktorka.
Karierę muzyczną rozpoczęła w wieku ośmiu lat w kabarecie Rumpelkammer w Saarbrücken. W 1985 podczas jednego z występów została wypatrzona przez francuskiego aktora, Gérarda Depardieu, dzięki którego wstawiennictwu nagrała swój pierwszy singiel – „Jalouse” we współpracy z François Bernheimem. Trzy lata później wydała swój debiutancki album studyjny pt. Mademoiselle chante..., z którym dotarła do drugiego miejsca krajowych list najczęściej kupowanych płyt we Francji. Od tamtej pory sprzedała łącznie ponad 16 milionów egzemplarzy płyt na całym świecie. W 2009, reprezentując Francję z utworem „Et s’il fallait le faire”, zajęła ósme miejsce w finale 54. Konkursu Piosenki Eurowizji w Moskwie. W 2011 wydała książkę autobiograficzną pt. L’Ombre de ma Voix i album studyjny pt. Kaas chante Piaf nagrany z okazji 50. rocznicy śmierci Édith Piaf.
Jako aktorka zadebiutowała rolą w filmie Claude’a Leloucha A teraz... panie i panowie (2002).

## Życiorys
Urodziła się 5 grudnia 1966 w Forbach jako siódme, najmłodsze dziecko francusko-niemieckiej rodziny zamieszkującej Lotaryngię. Dorastała w miejscowości Stiring-Wendel, mieszczącej się między Forbach i francuską częścią Saarbrücken. Zaczęła śpiewać na scenie w wieku ośmiu lat, wykonywała utwory z repertuaru Sylvie Vartan, Dalidy, Claude’a Francois i Mireille Mathieu. Kiedy miała 13 lat, podpisała kontrakt z klubem Rumpelkammer w Saarbrücken, w którym występowała pod pseudonimem Pady Pax. W 1985, po siedmiu latach współpracy z zespołem Dob’s Lady Killers, została dostrzeżona przez Gérarda Depardieu, który zapoznał ją z autorem tekstów François Bernheimem i opłacił nagranie i wydanie jej debiutanckiego singla – „Jalouse”. Dwa lata później spotkała Didiera Barbeliviena, który napisał dla niej utwór „Mademoiselle chante le blues”. Singiel został wydany w 1987 pod szyldem wytwórni Polydor i zajął siódme miejsce na francuskiej liście przebojów.
W1988 wydała singiel „D’Allemagne” i debiutancki album studyjny pt. Mademoiselle chante..., z którym trafiła na drugie miejsce najczęściej kupowanych płyt we Francji; album utrzymał się na drugim miejscu zestawienia przez dwa miesiące, a także 64 tygodni w najlepszej dziesiątce i 118 tygodni w najlepszej setce zestawienia. Kaas za wysoką sprzedaż albumu uzyskała certyfikat platynowej płyty we Francji, Belgii i Szwajcarii oraz złotej płyty w Kanadzie. Została okrzyknięta odkryciem roku na ceremonii rozdania nagród Victoires de la Musique.
W 1989 zmarła matka Kaas, u której zdiagnozowano raka. Od tamtej pory nosi ze sobą maskotkę, którą podarowała matce podczas jej pobytu na rekonwalescencji w szpitalu. Niedługo później zmarł także jej ojciec. Kaas o śmierci rodziców powiedziała: Nie jestem smutna, tylko melancholijna. Jeżeli tracisz matkę w wieku 20 lat, a niedługo potem także i ojca, melancholia jest częścią twojego życia.
W 1990 wyruszyła w swoją pierwszą trasę koncertową, która trwała 16 miesięcy. W tym czasie śpiewała także w najpopularniejszych paryskich salach koncertowych: Olympia i Le Zénith, co zostało udokumentowane na wydawnictwie DVD pt. Carnets de scène (1991), a także w Stanach Zjednoczonych. Pod koniec trasy koncertowej za album Mademoiselle chante... otrzymała certyfikat diamentowej płyty za osiągnięcie wyniku 1 mln sprzedanych egzemplarzy. W tym samym roku została wyróżniona statuetką Golden Europa, przyznawaną przez niemiecki rynek muzyczny, a także zmieniła wytwórnię płytową z Polydor na CBS/Sony. Jej nowymi menedżerami zostali Cyril Prieur i Richard Walter z paryskiej firmy Talent Sorcier, którzy zajęli miejsce Bernarda Schwartza. Po podpisaniu umowy z nową wytwórnią wydała album pt. Scène de vie (1990), z którym dotarła do pierwszego miejsca list najczęściej kupowanych albumów we Francji i za którego sprzedaż zdobyła certyfikat diamentowej płyty. Na krążku znalazł się m.in. utwór dedykowany Rose Kennedy, „Kennedy Rose”, podczas którego nagrywania Kaas ponownie nawiązała współpracę z Elisabeth Depardieu i François Bernheimem. Piosenka dotarła do 34. miejsca krajowej listy przebojów. W ramach promocji płyty Kaas wyruszyła w trasę koncertową, która obejmowała 210 występów w 13 państwach. W 1991 otrzymała dwie nagrody muzyczne: Bambi i World Music Awards, a na gali rozdania tych drugich zaśpiewała także utwór „Kennedy Rose”.

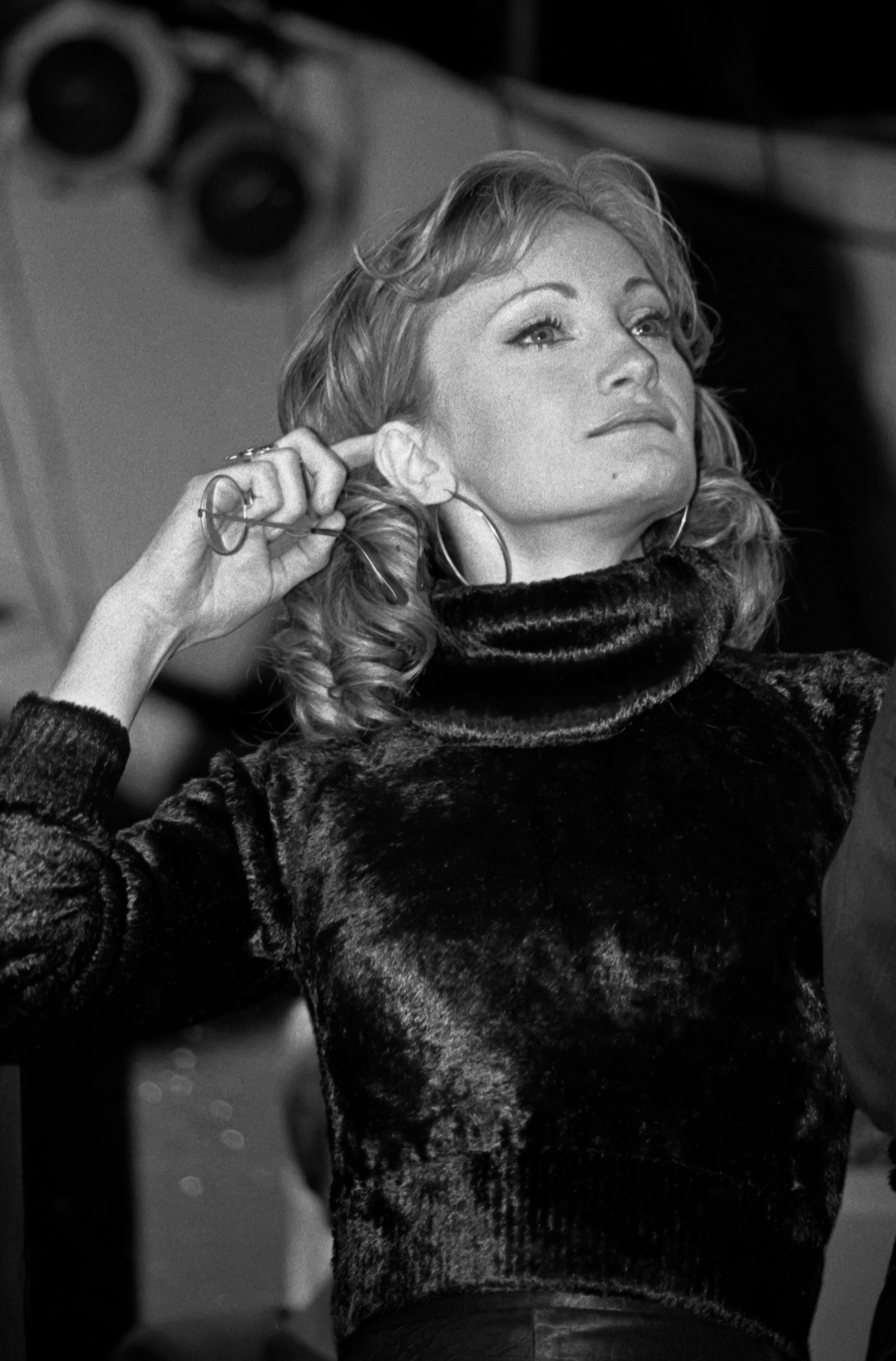
Kaas (1994)

W 1993 wydała album pt. Je te dis vous (wydanie amerykańskie – Tour de charme), który rozszedł się w nakładzie 3 mln sprzedanych egzemplarzy na świecie. Producentem płyty został Robin Millar, a nagrania zostały zrealizowane w Londynie. Wśród wszystkich piosenek znalazł się jeden utwór wykonany przez wokalistkę w języku niemieckim – „Ganz und Gar” autorstwa Mariusa Müller-Westernhagena oraz trzy w języku angielskim – „Out of the Rain”, w którym artystce akompaniował Chris Rea, „It’s A Man’s World” z repertuaru Jamesa Browna oraz „Space in My Heart”. Krążek zadebiutował na pierwszym miejscu listy najczęściej kupowanych płyt we Francji oraz dotarł do drugiego miejsca w Szwajcarii i do 11. miejsca w Niemczech, gdzie spędził łącznie 35 tygodni w pierwszej setce zestawienia. Wydawnictwo promował singiel „Il me dit que je suis belle” autorstwa Jean-Jacques Goldmana (tutaj pod pseudonimem Sam Brewski), francuskiego kompozytora mającego polskie korzenie. Utwór dotarł do piątego miejsca krajowej listy przebojów. Remiks piosenki „Reste sur moi” dotarł do pierwszej dwudziestki amerykańskiej listy przebojów muzyki dance.
W 1994 wydała album koncertowy pt. Tour de charme. W ramach trasy koncertowej zagrała m.in. w Tajlandii, Wietnamie, wystąpiła także podczas charytatywnego koncertu, z którego zysk przeznaczono na pomoc ofiarom katastrofy elektrowni jądrowej w Czarnobylu.
W połowie lat 90. wyprodukowała i wydała album pt. Black Coffee (fr. Café noir), który nagrała z myślą o wydaniu go na amerykańskim rynku muzycznym. Na płycie znalazło się 12 piosenek, w tym m.in. jej interpretacji przebojów „Black Coffee” z repertuaru Billie Holiday, „If You Leave Me Now” zespołu Chicago oraz „Ain't No Sunshine” Billa Withersa. W tym samym roku nagrała płytę ze ścieżką dźwiękową do filmu Nędznicy, będącej ekranizacją powieści Victora Hugo o tym samym tytule.
W 1997 wydała album pt. Dans ma chair, który wyprodukowała w Nowym Jorku z Philem Ramonem. Na płycie umieściła m.in. utwór „Je voudrais la connaitre” autorstwa Jeana-Jacques’a Goldmana, z którym wówczas nawiązała stałą współpracę. Rok później wydała album koncertowy pt. Rendez-vous, której premiera odbyła się po trasie koncertowej promującej jej ostatni album studyjny. W grudniu tego samego roku wystąpiła z tenorami Plácido Domingo i Alejandro Fernándezem podczas koncertu w Guildhall w Wiedniu. Materiał nagrany w trakcie wydarzenia został umieszczony na płycie Christmas in Vienna Vol. VI z 1999.

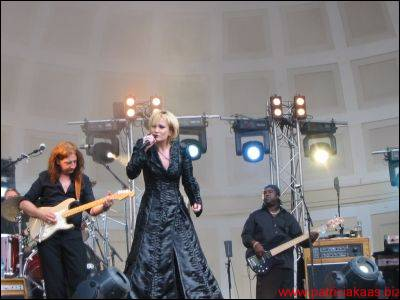
Kaas w trakcie koncertu w Wiesbaden (2005)

W 1999 wydała album pt. Le mot de passe, którego producentem został Pascal Obispo, akompaniujący wokalistce na fortepianie i gitarze akustycznej na większości utworów z płyty. Kaas po raz kolejny zaprosiła do nagrania płyty Jean-Jacques’a Goldmana, który tym razem zagrał gościnnie na gitarze w utworze „Une fille de ’l’Est”. Inna piosenka z płyty, „Les éternelles”, została wydana na niemieckim rynku jako singiel pod tytułem „Unter der Haut”, na którym zaśpiewał także tenor Erkan Aki; nowa wersja kompozycji została wykorzystana w ścieżce dźwiękowej serialu Sturmzeit, którego fabuła oparta była na książce autorstwa Charlotte Link.
W czerwcu 1999 wystąpiła podczas charytatywnej trasy koncertowej Michael Jackson & Friends w Seulu i Monachium, a cały dochód został przekazany na charytatywną Dziecięcą Fundację Nelsona Mandeli, Czerwony Krzyż i UNESCO. We wrześniu zajęła trzecie miejsce w plebiscycie tygodnika „Marianne” na narodowy symbol Francji, przegrywając z supermodelkami – Laetitią Castą i Estelle Hallyday. W tym samym roku wystąpiła podczas festiwalu muzycznego Schleswig-Holstein, w kolejnym roku wydała album pt. Ce sera nous. W grudniu wystąpiła razem z José Carrerasem w jednym z programów telewizyjnych w Lipsku.
W 2000 wytwórnia Sony przygotowała wydawnictwo Long Box, zawierające wszystkie dotychczas wydane albumy studyjne Kaas. W październiku tego samego roku w Berlinie artystka otrzymała Nagrodę Adenauera/de Gaulle’a. Zdecydowała się też na przeprowadzkę do Zurychu w Szwajcarii, co poskutkowało także zmianą zamieszkania jej menedżerów, którzy zmienili nazwę swojej firmy na International Talent Consulting.

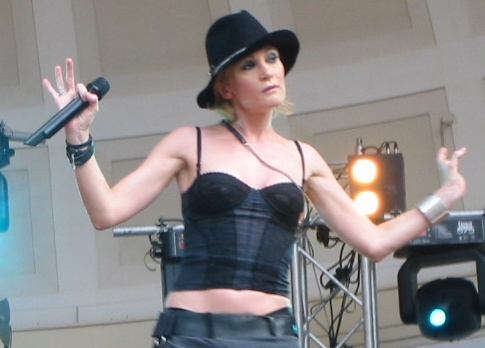
Kaas podczas występu (2005)

W kwietniu 2001 zagrała koncert przed 50 tys. publicznością podczas uroczystości objęcia tronu Luksemburga przez wielkiego księcia Henryka. W tym samym roku zadebiutowała jako aktorka, występując w melodramacie A Teraz... Panie i Panowie w reżyserii Claude’a Leloucha, w którym zagrała główną żeńską rolę Jane Lester u boku Jeremiego Ironsa. Wydała też pierwszy album kompilacyjny pt. Rien ne s’arrête, na którym umieściła swoje największe przeboje oraz premierowy, tytułowy utwór.
W 2002 wydała album pt. Piano Bar, a kilka utworów z płyty znalazło się na oficjalnej ścieżce dźwiękowej filmu A Teraz... Panie i Panowie. Na krążku umieściła m.in. swoje interpretacje przebojów „Where Do I Begin” z repertuaru Shirley Bassey oraz „Ne me quitte pas” (wydany jako „If You Go Away”) Jacques’a Brela. Album dotarł do 10. miejsca krajowej listy najczęściej kupowanych płyt, do szóstego w Szwajcarii i Belgii, do 12. w Niemczech, do 35. w Nowej Zelandii i do 38. miejsca w Austrii. W tym samym roku po raz drugi otrzymała niemiecką nagrodę muzyczną Golden Europa oraz wyruszyła w trasę koncertową promującą wydawnictwo Piano Bar.

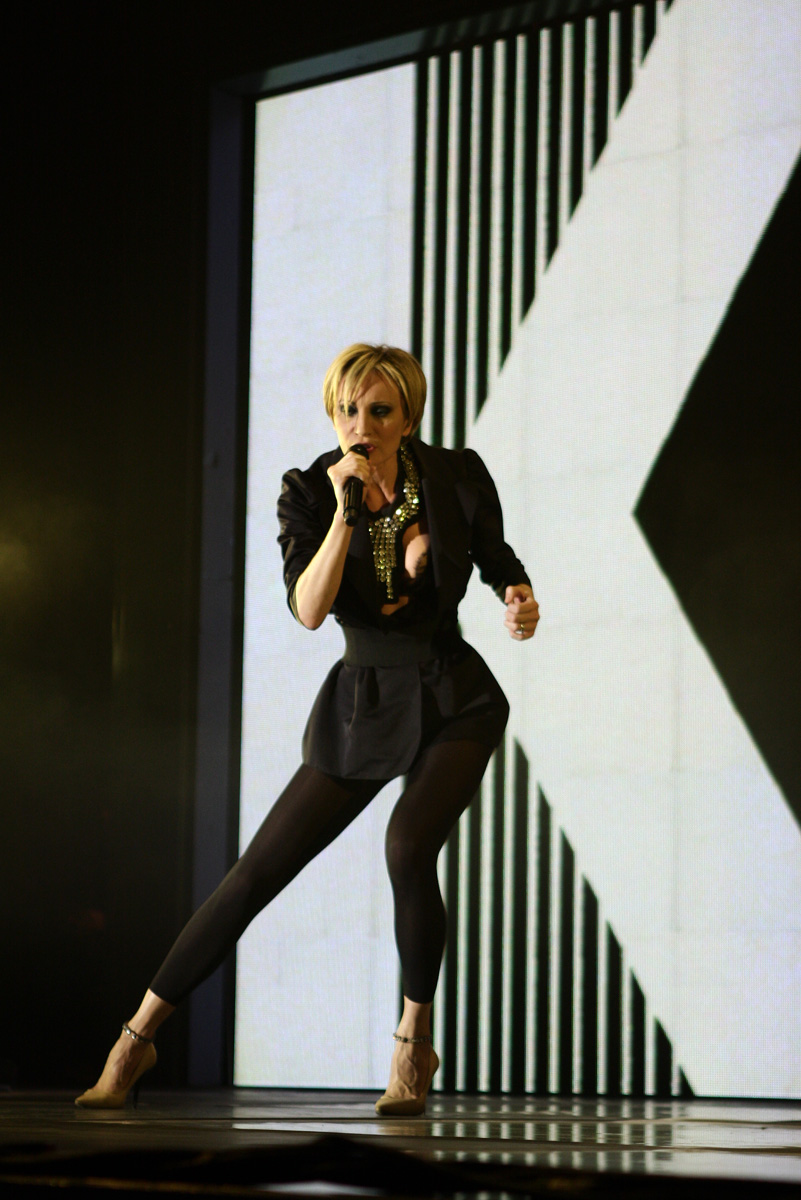
Kaas podczas koncertu (2009)

Na początku grudnia 2003 wydała album pt. Sexe fort zawierający utwory, którymi chciała podkreślić znaczenie kobiet i ich wyższość nad mężczyznami – „C´est les femmes qui mènent la danse” (pol. To kobiety rządzą światem) i „Où sont les hommes” (pol. Gdzie są mężczyźni). Płyta zadebiutowała na dziewiątym miejscu francuskiej listy bestsellerów oraz dotarła m.in. do trzeciego miejsca w Belgii (Walonii) oraz do szóstego w Szwajcarii. Wśród wszystkich piosenek na albumie znalazł się także m.in. utwór „On pourrait” nagrany w duecie z piosenkarzem Stephanem Eicherem.
8 grudnia 2003 otrzymała Order Zasługi Republiki Federalnej Niemiec za wkład w przyjacielskie relacje między Francją a Niemcami. Do 2005 odbywała kolejną międzynarodową trasę koncertową, w ramach której zagrała łącznie 175 koncertów w 25 krajach, m.in. w Chinach i Rosji. Na początku 2004 wydała koncertowy album CD/DVD pt. Toute la musique..., na którym umieściła swoje największe przeboje i premierową piosenkę w języku niemieckim – „Herz eines Kämpfers” napisaną wraz z Peterem Platem z zespołu Rosenstolz. W marcu zaśpiewała utwór z Platem w finale programu Germany 12 Points!, wyłaniającego reprezentanta Niemiec w 50. Konkursie Piosenki Eurowizji. Tytułowy utwór z płyty, „Toute la musique que j’aime”, stworzyła z piosenkarzem Johnnym Hallydayem.
W listopadzie 2005 przerwała działania artystyczne do początku 2008, a w tym okresie sporadycznie występowała na koncertach. Powróciła do muzyki w lutym 2008, nagrywając z zespołem Uma2rman swój pierwszy singiel w języku rosyjskim – „Ne pozwonisz”, który zdobył popularność w Rosji. Pod koniec kolejnego miesiąca wydała album pt. Kabaret, który promowała podczas europejskiej trasy koncertowej, w ramach której wystąpiła łącznie na 170 koncertach, m.in. na Litwie, w Niemczech, Szwajcarii, Luksemburgu, Ukrainie, Polsce, Rumunii i 28 miastach Rosji.

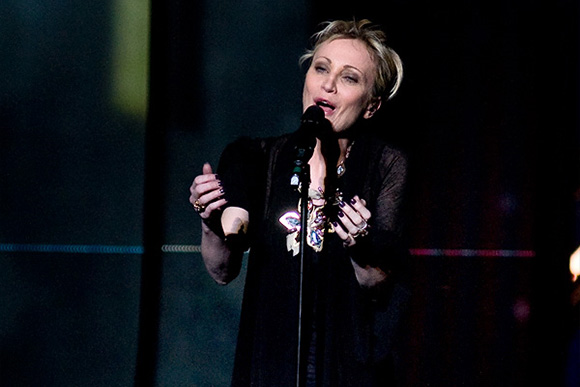
Kaas podczas 54. Konkursu Piosenki Eurowizji w Moskwie (2009)

Pod koniec stycznia 2009 została wybrana wewnętrznie przez krajową telewizję publiczną France 3 na reprezentantkę Francji podczas 54. Konkursu Piosenki Eurowizji, organizowanego w Moskwie. Jak wyjaśniła, wzięła udział w konkursie, bo „kocha wyzwania”. W internetowym głosowaniu słuchacze zagłosowali na ulubiony utwór z ostatniej płyty Kaas, który został ogłoszony jej konkursową propozycją; wybrano piosenkę „Et s’il fallait le faire”. Mimo że była jedną z głównych faworytek do wygrania, zajęła ósme miejsce w finale Eurowizji organizowanym w hali sportowej „Olimpijskij” w Moskwie. W trakcie jednej z konferencji prasowych przed finałem konkursu dyrektor wytwórni Sony Music Russia wręczył wokalistce certyfikat diamentowej płyty za wysoki wynik sprzedaży albumu pt. Kabaret w Rosji. Po finale Eurowizji otrzymała Nagrodę Artystyczną im. Marcela Bezençona, przyznawaną najlepszemu uczestnikowi w opinii wszystkich krajowych komentatorów przedsięwzięcia. Przyznała także:

To było wspaniałe doświadczenie. Oczywiście, jestem trochę rozczarowana wynikiem, ale to normalne. Rezultat jest zarówno ważny, jak i nieważny. Ważne jest być tutaj i być częścią tego [konkursu] – jednak nadal czuję pewne rozczarowanie. Spędziłam tutaj miły tydzień, było wspaniale reprezentować Francję. Mój występ był trochę za wcześnie podczas finału, ale ogólnie jestem zadowolona

W lipcu 2009 na kanale francusko-niemieckiej telewizji Arte wyemitowano dokument o życiu Kaas pt. Ma vie.
Flammarion książkę autobiograficzną pt. L’Ombre de ma Voix, która ukazała się w sześciu językach m.in. francuskim, angielskim, rosyjskim i niemieckim. W 2012 wystąpiła w telewizyjnej produkcji Assassinée w reżyserii Thierry Binisti oraz wydała album pt. Kaas chante Piaf (fr. Kaas śpiewa Piaf), na którym umieściła 21 największych przebojów Édith Piaf w swojej interpretacji i nagrane z Royal Philharmonic Orchestra; aranżacje na album przygotował polski kompozytor Abel Korzeniowski. Wydawnictwo powstało na pamiątkę 50. rocznicy śmierci Piaf, Kaas promowała go singlami: „L’Hymne à l’amour” i „Avec ce soleil”. Wyruszyła także w trasę koncertową i wystąpiła m.in. na najbardziej prestiżowych scenach muzycznych na świecie, m.in. w Royal Albert Hall w Londynie, nowojorskiej Carnegie Hall, Operetta Theatre w Moskwie, Sejong Cultural Center w Seulu czy Olympia w Paryżu. Występ z trasy został zarejestrowany i wydany na CD/DVD Kaas chante Piaf a L’Olympia (2014).
Pod koniec grudnia 2012 wydała linię kobiecych perfum o nazwie K. W 2016 wydała album, zatytułowany po prostu Patricia Kaas, który promowała singlami: „Le jour et l'heure”, „Madame tout le monde” i  „Adèle”.

## Dyskografia
| - Mademoiselle chante... (1988) - Scène de vie (1990) - Je te dis vous (1993) - Cafe noir (1996) - Dans ma chair (1997) - Le mot de passe (1999) - Piano Bar (2002) - Sexe fort (2003) - Kabaret (2008) - Kaas chante Piaf (2012) - Patricia Kaas (2016) | - Carnets de scène (1991) - Tour de charme (1995) - Rendez-vous (1998) - Ce sera nous (2000) - Toute la Musique (2005) - Kaas chante Piaf à l'Olympia (2014) - Rien ne s’arrête... (2001) - Ma Liberté contre la tienne (2007) - 19 par Patricia (2009) |

## Filmografia
- 2001: A Teraz... Panie i Panowie (reż. Claude Lelouch)
- 2012: Assassinée